# Veyretia
Veyretia – rodzaj roślin z rodziny storczykowatych (Orchidaceae). Obejmuje 11 gatunków występujących w Ameryce Południowej w takich krajach jak: Argentyna, Brazylia, Kolumbia, Gujana Francuska, Gujana, Paragwaj, Surinam, Trynidad i Tobago, Wenezuela.

## Systematyka
Rodzaj sklasyfikowany do podplemienia Spiranthinae w plemieniu Cranichideae, podrodzina storczykowe (Orchidoideae), rodzina storczykowate (Orchidaceae), rząd szparagowce (Asparagales) w obrębie roślin jednoliściennych.
Wykaz gatunków
- Veyretia aphylla (Ridl.) Szlach.
- Veyretia caudata (R.J.V.Alves) Mytnik
- Veyretia cogniauxiana (Barb.Rodr. ex Cogn.) Szlach.
- Veyretia hassleri (Cogn.) Szlach.
- Veyretia neuroptera (Rchb.f. & Warm.) Szlach.
- Veyretia rupicola (Garay) F.Barros
- Veyretia sagittata (Rchb.f. & Warm.) Szlach.
- Veyretia simplex (Griseb.) Szlach.
- Veyretia sincorensis (Schltr.) Szlach.
- Veyretia szlachetkoana Mytnik
- Veyretia undulata Szlach.